# Боговињска река
Боговињска река (македонски: Боговињска Река; локално: Голема Река, Пала’а Река) једна је од река у речном сливу сливу централног дела Шар-планине, притока је Вардара, који протиче кроз Северну Македонију и Грчку. У најширем смислу она припада сливу реке Вардар, па самим тим и Егејском сливу.

## Географске одлике слива
Боговињска река је једна од 72 реке у хидрографској мрежи Шар-планине, и једна од 49 река које припадају сливу Егејског мора. Температура воде у горњим деловима тока у летњем периоду је 13 до 17 °C. Здрава је за пиће и подношљива за кување. У летњем периоду вода Боговињске река је дуж целог тока газна и привлачна за спортске риболовце.

### Извор
Боговињска река настаје на око 2.300 м.н.в. на Шар-планини, на поростору где извиру Слапска реке и Језерска река, које се сматрају њеним изворишним дело. Као стални ток, према топографским картама означеним под називом Боговињска река ови водотокови се образује испод Великог Рудока највишег врха Србије, са надморском висином од 2.658 m на Шар-планини у јужном делу Србије на граници са Републиком Северном Македонијом, код места Чубричево на надморској висини од 2.340 метара.

### Дужина, површина тока и речна мрежа
Дужина Боговињске реке је 17,27 км. Површина речног слива саме реке је 61,46 km², ас Боговињским језером кроз које једним делом Боговоњска река протиче, укупна површина слива је већа и износи 72 km².
Густина њене речне мреже је прилично велика и износи 1,74 km/km², од чега је око једну половину мреже чине стални токови.
Језерска Река која као изворишна челенка протиче према Боговињском језеру спаја са Слапском реком и формира Велику реку која испод Новог Села прима две притоке Мазелар и Циганску реку, и надаље носи назив Боговињска река.

### Ушће
Боговињска река која тече у правцу запад-исток, улива се у Боговињско језеро одакле наставља као да се губи. Даље, пролазећи кроз Ново Село и Боговиње, спушта се до Полога, где се, пролазећи кроз село Радиовце, улива у реку Вардар, која припада Егејском сливу.
- Ушће у Боговињско језеро
- Изворишна челенка Боговињска реке недалеко од Боговињског језера
- Боговињска река на излазу из Боговињског језера